# Luo Yin
Luo Yin (chinesisch 羅隱 / 罗隐, Pinyin Luó Yìn; * 833 in Xincheng (heute Fuyang); † 909, eigtl. Luo Heng 羅橫 / 罗横,  Luó Héng) war ein chinesischer Schriftsteller und Dichter, der Essays und Lyrik verfasste. 
Luo Yin verfehlte zehn Mal das kaiserliche Hauptstadtexamen (keju). Daraufhin änderte er seinen Namen in Luo Yin und zog sich daraufhin in seine Heimat zurück.
Luo Yins Werk, das zu großen Teilen nicht überliefert wurde, umfasst Dichtung und Prosa, die sich oft auf historische Ereignisse und regionale Themen beziehen, von denen viele religiöser Natur sind, z. B. lokale Gottheiten, Geister und Schamanen oder religiöse Feste. Allegorien und Pessimismus sind auffällige Bestandteile seiner Werke, und diese werden zumeist als satirisch angesehen, dies gilt jedoch als einseitige Sichtweise. 
Luo Yin sammelte seine literarischen Werke ab 867 im Chanshu 谗书 („Ehrenrührige Schriften“), von ihm sind fünf Fu-Gedichte erhalten und er diente als eine Art Hofschreiber am Hofe des Qian Liu.